# Tomanič
Tomanič je priimek več znanih Slovencev:
- Angela Tomanič (1937-2018), jezikoslovka romanistka in orglavka
- Alida Tomanič (*2003), odbojkarica in fotomodel
- Ilija Tomanić Trivundža (*1974), vizualni (novomedijski) umetnik, komunikolog, prof. FDV
- Maja Tomanič-Vidovič (*1972), ekonomistka, novinarka in političarka
- Marjana Tomanič-Jevremov (*1940), arheologinja